# Het wassende water (televisieserie)
Het wassende water is een televisieserie naar een boek van Herman de Man, die het gelijknamige boek in 1925 schreef. De roman speelt zich eerder af, namelijk rond zijn eigen geboortetijd (1898), tijdens het zogenaamde Fin de siècle, rond de vorige eeuwwisseling.

## Verhaal
In de Lopikerwaard woont aan het einde van de negentiende eeuw de rijke boerenfamilie Beijen. Zoon Gieljan komt in opstand tegen het boerenleven en zijn protestantse komaf. Hij wordt hierbij tegengewerkt door zijn strenge en stuurse moeder, Thera. Aanvankelijk gehoorzaamt hij haar en trouwt met de rijke boerendochter Aaigie, in plaats van met zijn grote liefde, de in armoede levende Nelia Boonstoppel. Als Aaigie sterft aan hondsdolheid, opgelopen door een beet van Giels hond Wees, vertrekt Giel uit de polder. Als er een watersnood dreigt, keert hij echter terug om met de familie te vechten tegen het opkomende water.

## Verfilming
In 1985 kreeg regisseur Bram van Erkel van de NCRV de opdracht om de streekroman Het wassende water, dat eerder al bewerkt was tot hoorspel te verfilmen tot een televisieserie. Het script, dat 900 pagina's bevatte, was een vrije bewerking van het originele boek en werd geschreven door kinderboekenschrijver Peter van Gestel. Hij legde in het script de nadruk op de relatie tussen Thera en haar zoon Gieljan en de angst voor de dijkdoorbraken.
De muziek bij de serie werd geschreven door Joop Stokkermans en uitgevoerd door een orkest dat onder leiding stond van Job Maarse.
Bij de zoektocht naar dragende acteurs kwam men uit op grote namen als Thom Hoffman, Sjoerd Pleijsier en Kitty Courbois. De opnames van de achtdelige reeks vonden gedurende 1985 plaats in de dorpen Bergambacht in de Krimpenerwaard en Cabauw in de Lopikerwaard. De serie werd geschoten op een 16mm camera.

## Afleveringen
1 - De vader: 
- De boerenzonen Gieljan en Willem raken betrokken bij de gewelddadige dood van hun vader, de heemraad Rijk Beijen.

2 - De vlucht: 
- Tien jaar na de dood van Rijk Beijen heeft zijn stuurse weduwe Thera de teugels strak in handen op de hoeve Watersnoodt.

3 - Vrijerijen: 
- Gieljan Beijen probeert zich uit alle macht te bevrijden van zijn heerszuchtige moeder en probeert de rijke hoeve Watersnoodt te ontvluchten. Maar hij onderschat zijn moeder.

4 - Een dolle hond: 
- Gieljan Beijen is door zijn moeder Thera uitgehuwelijkt aan de stille en ingetogen Aaigie Scheer. Op de hoeve Watersnoodt meldt zich een vreemdeling.

5 - Boeldag: 
- Na de dood van zijn vrouw Aaigie besluit Gieljan Beijen zijn hoeve en alles wat daar bijhoort te verkopen. Maar daarbij zal het niet blijven.

6 - De grote stad: 
- Gieljan Beijen is zijn geboortegrond en zijn familie ontvlucht om naar zee te gaan. Op de hoeve Watersnoodt lijkt de rust weergekeerd, maar schijn bedriegt.

7 - De thuiskomst: 
- Thera Beijen, de trotse boerin van Watersnoodt, begint haar opstandige zoon Gieljan die is gaan varen, te missen. En zoon Willem zet zijn trouwplannen tegen haar zin door.

8 - Zwerver en vluchteling: 
- Gieljan Beijen is teruggekeerd naar Watersnoodt op het moment dat van alle kanten onheil dreigt. De knecht Jaap wordt gezocht door de politie en het water bedreigt de dijken.

## Succes
Op 7 januari 1986 werd de eerste aflevering uitgezonden. De serie draaide snel uit tot een populair feuilleton, die op zijn hoogtepunt 6,5 miljoen kijkers trok. In 1989, 1998, 2009 en 2011 werd de serie door de NCRV met wisselend succes herhaald.
In 2008 verscheen de serie op dvd.

## Rolverdeling

### Familie Beijen
- Kitty Courbois als Thera Beijen
- Hans Veerman als Rijk Beijen
- Thom Hoffman als Gieljan Beijen
- Gerben Kortekaas als jonge Gieljan Beijen
- Sjoerd Pleijsier als Willem Beijen
- Theo Pet als jonge Willem Beijen
- Lia Bolte als Wieleke Beijen
- Miranda de Vries als jonge Wieleke Beijen

#### Aanhang
- Will van Kralingen als Aaigie Scheer
- Hans Dagelet als Jaap de Pauw
- Frank Aendenboom als Boud de zeeman

#### Personeel
- Joost Prinsen als Janus de knecht
- Manouk van der Meulen als Saartje
- Ella van Drumpt als schrobster
- Odette Nabbe als Marregie
- Else Zwart als Klaasje

### Familie Boonstoppel
- Hilde Van Mieghem als Nelia Boonstoppel
- Colette Olof als jonge Nelia Boonstoppel
- Niek Pancras als Gielen Boonstoppel

### Familie Blok
- Bep Westerduin als Tine Blok
- Ferd Hugas als Pieter Blok
- Guusje Eijbers als Annelies Blok
- Josje van Erkel als jonge Annelies Blok
- Renske van der Zee als Vera Blok
- Fardau Stamhuis als jonge Vera Blok

### Overige acteurs
- Onno Molenkamp als Dominee Ooievaar
- Pieter Lutz als Hage Scheer
- Michiel van de Laar als kermisgast
- Felix Jan Kuypers als Arie Langerak
- Matthias Maat als Dirk Hogerzeil
- Lou Landré als Nol de marskramer
- Bartho Braat als Aai
- Ab Abspoel als Boer Lieverwaard
- Henk Votel als Boer Kromwijk
- Paul Gieske als Boer van Kats
- Frits Lambrechts als veilingmeester Klaas Merkesteijn
- Wim Wama als opkoper
- Piet Hendriks als portier
- Wim Serlie als sjouwer
- Ellen Vogel als parfumverkoopster
- John Leddy als heemraad
- Hammy de Beukelaer als kroeggast
- Hero Muller als reder
- Rien Baartmans als poppenkastspeler
- Miep Kreeftmeyer als Door ’t Zweetpeerd
- Kees Kroes als veldwachter
- Paul Brandenburg als bootsman
- Frans Burger als makelaar
- Wim de Meyer als havencontroleur
- Ngando als vuurvreter
- Lex Schoorel als muzikant
- Jaap van Donselaar als kroeggast
- Eric van der Donk als boekverkoper
- Hein van Beem als vriend van Dirk
- Peter Broekaert als vriend van Dirk
- Erik Meyer als kroeggast
- Jacuques Fortuné als bezoeker van de rederij